# 150-летие Банка России
150-летие Банка России — серия памятных монет Центрального банка Российской Федерации, посвящённых годовщине Банка России.

Центральный банк Российской Федерации (Банк России) — главный банк первого уровня, главный эмиссионный, денежно-кредитный институт Российской Федерации, разрабатывающий и реализующий совместно с Правительством России единую государственную кредитно-денежную политику и наделённый особыми полномочиями, в частности, правом эмиссии денежных знаков и регулирования деятельности коммерческих банков. Банк России, выполняя роль главного координирующего и регулирующего органа всей кредитной системы страны, выступает органом экономического управления. Банк России контролирует деятельность кредитных организаций, выдаёт и отзывает у них лицензии на осуществление банковских операций, а уже кредитные организации работают с прочими юридическими и физическими лицами.

## История выпуска
В данной серии четыре монеты, все они выполнены из драгоценных металлов, в данном случае — из серебра и золота. Все монеты отчеканены в феврале 2010 года к 150-летию Банка России. Данная серия интересна тем, что в ней есть монета, ставшая первой в своём роде в истории современной российской нумизматики. Это золотая монета номиналом 50 000 рублей. Монеты такого номинала ранее не чеканились. Монете был присвоен каталожный номер 5226-0001.

### Монеты из серебра

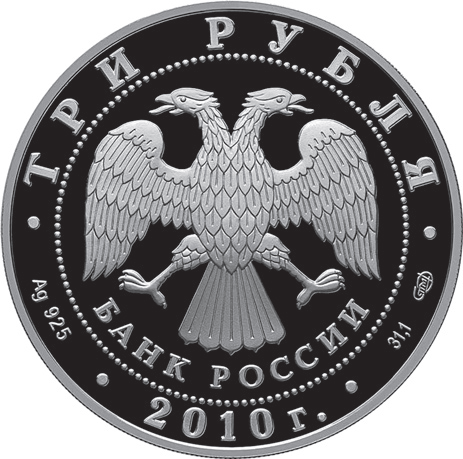
3 рублёвая монета 2010 г. из серебра 925 пробы (аверс)
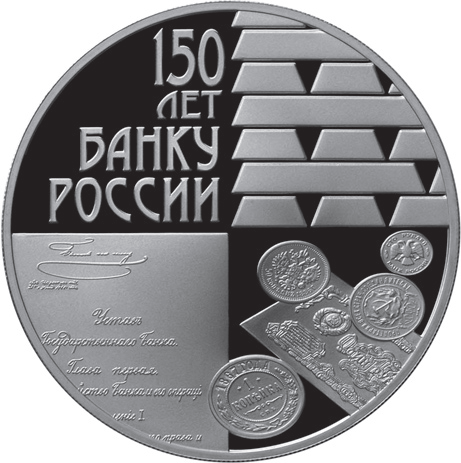
3 рублёвая монета 2010 г. из серебра 925 пробы (реверс)
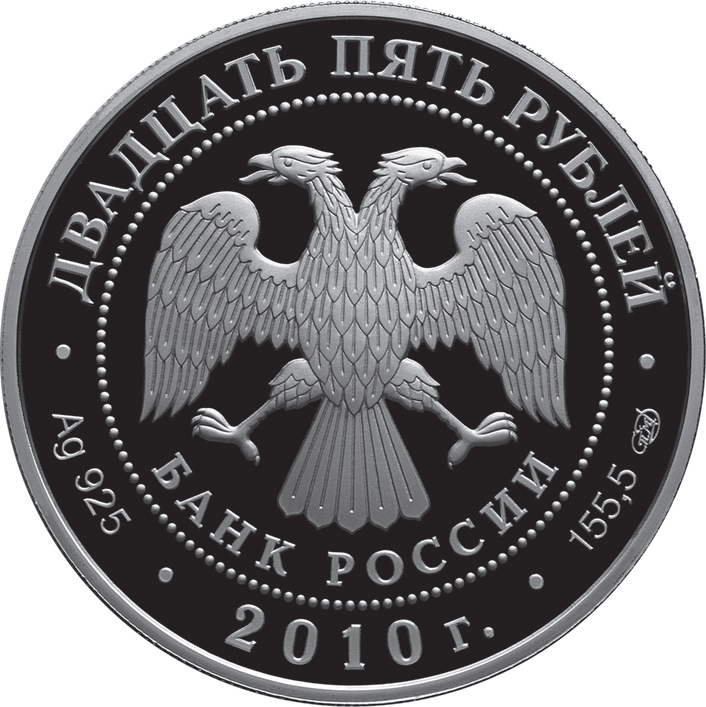
25 рублёвая монета 2010 г. из серебра 925 пробы (аверс)
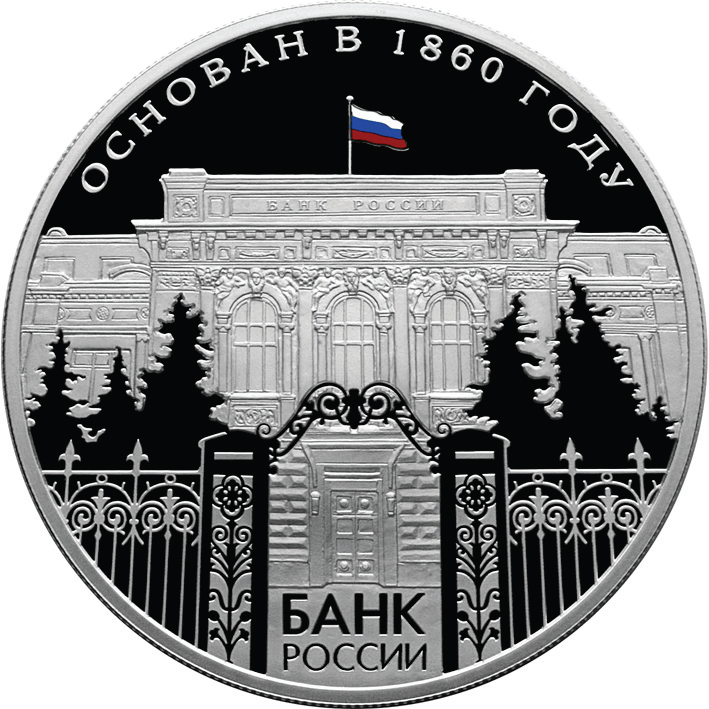
25 рублёвая монета 2010 г. из серебра 925 пробы (реверс)

- Монета из серебра 925 пробы номиналом 3 рубля тиражом 10 000 штук.
- Монета из серебра 925 пробы номиналом 25 рублей тиражом 1000 штук.

### Монеты из золота

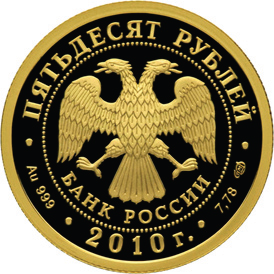
50 рублёвая монета 2010 г. из золота 999 пробы (аверс)
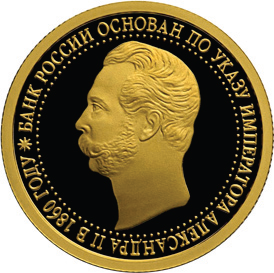
50 рублёвая монета 2010 г. из золота 999 пробы (реверс)
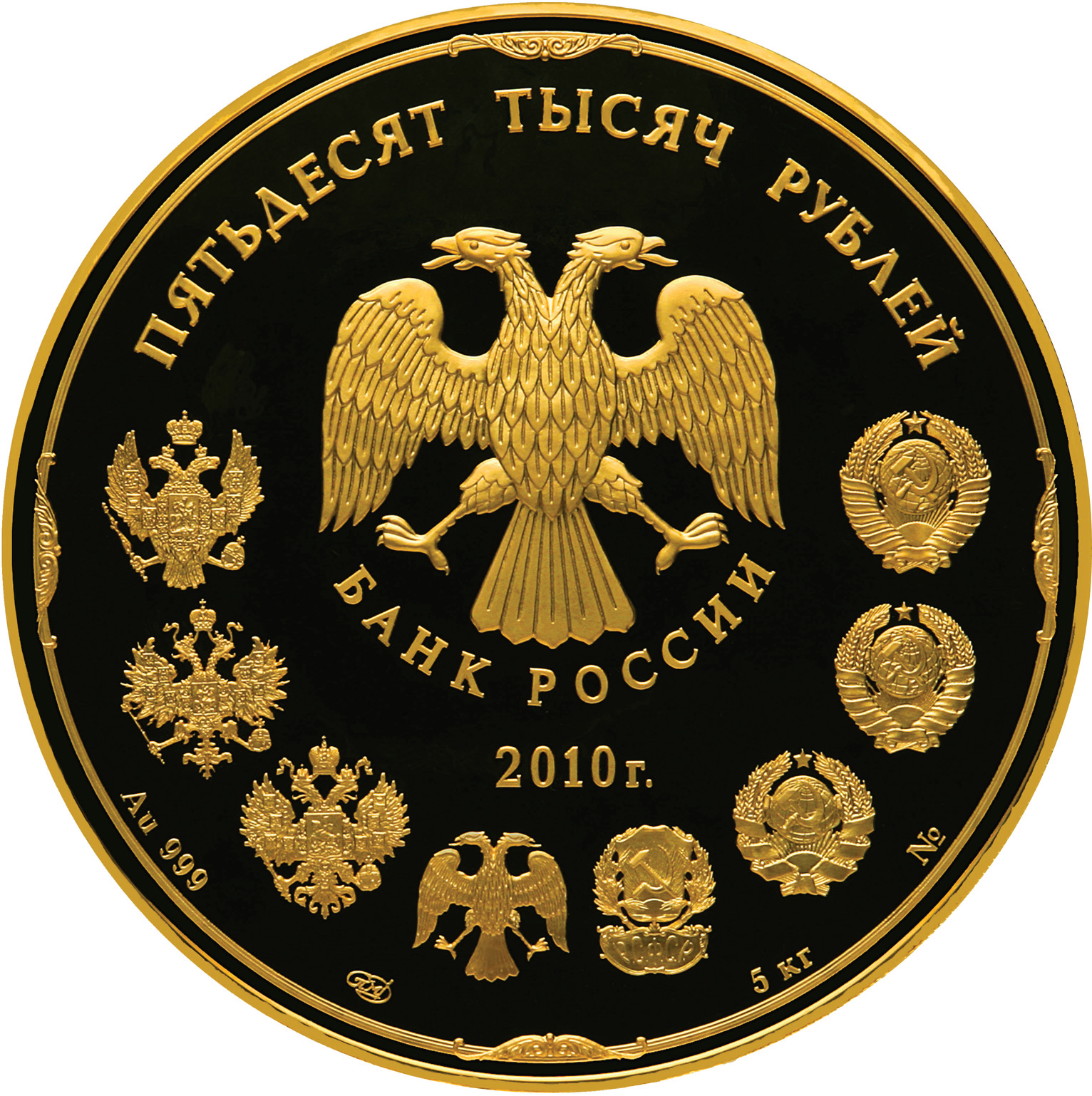
50 000 рублёвая монета 2012 г. из золота 999 пробы (аверс)
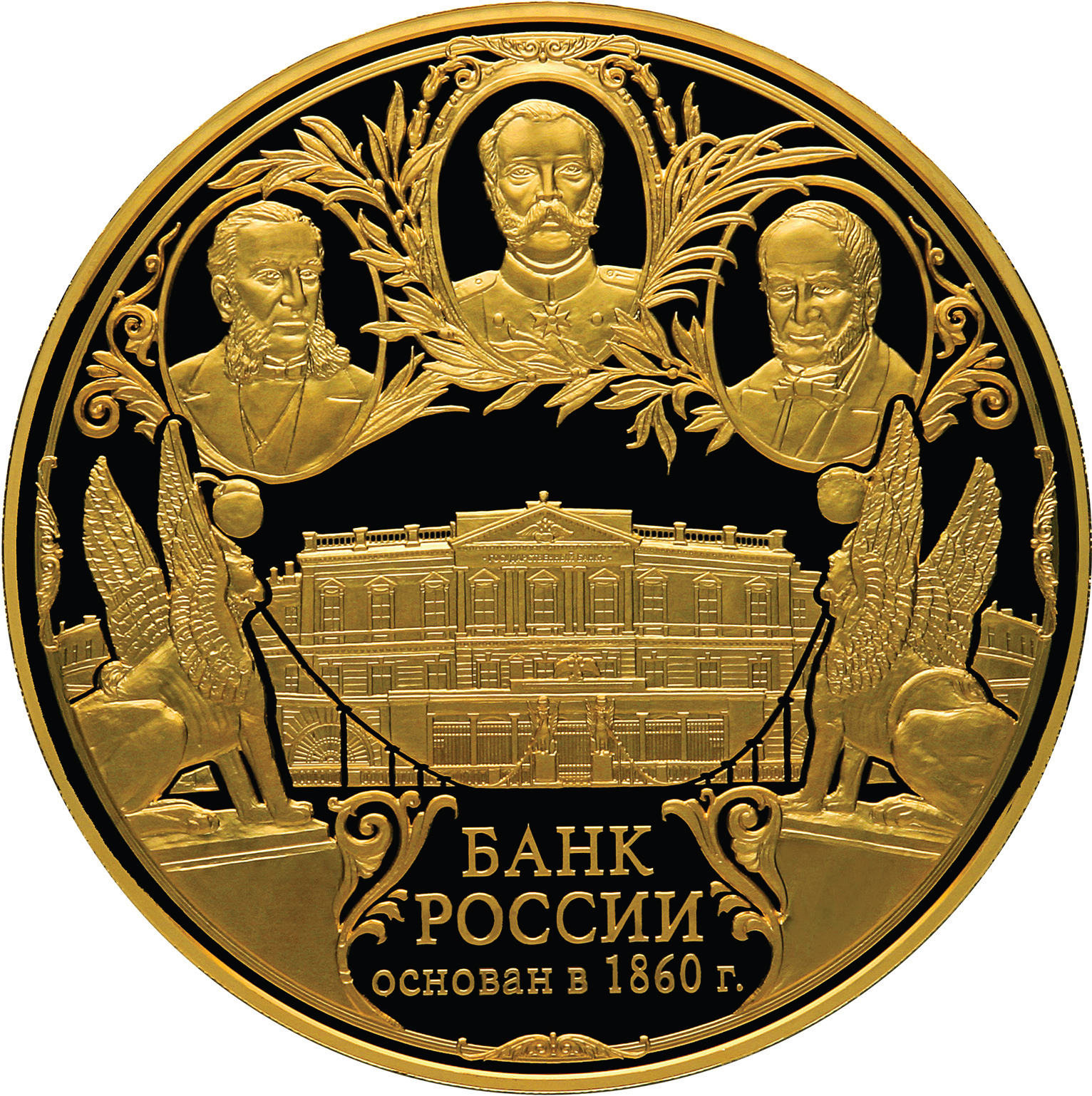
50 000 рублёвая монета 2012 г. из золота 999 пробы (реверс)

- Монета из золота 999 пробы номиналом 50 рублей тиражом 2000 штук.
- Монета из золота 999 пробы номиналом 50 000 рублей тиражом 50 штук.

## О монетах

### 50 000 рублей
| Изображение | Описание | Примечание |
| --- | --- | --- |
| | В центре — эмблема Банка России (двуглавый орёл с опущенными крыльями, под ним — надпись полукругом «БАНК РОССИИ»), над ней вдоль канта — надпись по полукругом: «ПЯТЬДЕСЯТ ТЫСЯЧ РУБЛЕЙ», под эмблемой — дата выпуска «2010 г.», внизу по окружности слева направо — изображения государственных символов, использовавшихся в оформлении банкнот и монет с момента учреждения Государственного банка — разновидностей малого государственного герба Российской империи, эмблемы Временного правительства, государственного герба РСФСР и разновидностей государственного герба СССР; под ними внизу вдоль канта — обозначения драгоценного металла и пробы сплава, товарный знак монетного двора, содержание химически чистого металла и порядковый номер монеты №__. | |
| | В центре — здание Центрального управления Государственного банка в Санкт-Петербурге в 1860—1918 гг., на переднем плане — два грифона и фрагменты Банковского моста, вверху в овальных медальонах — портреты: в центре — Александра II, справа — Штиглица А. Л., слева — Ламанского Е. И.; внизу — надпись в три строки: «БАНК РОССИИ ОСНОВАН В 1860 г.». | - Страна: Российская федерация - Название монеты: 150-летие Банка России - Дата выпуска: 1 февраля 2010 года - Каталожный номер: 5226-0001 - Художник: С. А. Козлов. - Скульптор: лицевой стороны — компьютерное моделирование, оборотной стороны — А. А. Долгополова. - Чеканка: Санкт-Петербургский монетный двор (СПМД). - Гурт: 410 рифлений |
| Государственный банк России был основан указом императора Александра II в 1860 году. Его первым управляющим в 1860—1866 гг. был известный финансист и предприниматель Александр Людвигович Штиглиц. Идея реформирования банковской системы России принадлежала Евгению Ивановичу Ламанскому, который, в частности, подготовил предложение об учреждении Государственного банка, составил проект его устава и вплоть до 1881 года руководил его деятельностью, вначале в должности товарища управляющего, а с 1866 года — управляющего Государственного банка. | | |

| Номинал       | Качество  | Металл, проба   | Масса общая, г            | Содержание химически чистого металла не менее, г | Диаметр, мм            | Толщина, мм   | Тираж, шт. |
| ------------- | --------- | --------------- | ------------------------- | ------------------------------------------------ | ---------------------- | ------------- | ---------- |
| 50 000 рублей | пруф-лайк | золото 900/1000 | 5 035,01 (+5,00) (-30,00) | 5000                                             | 130,00 (+0,80) (-0,40) | 23,00 (±0,75) | 50         |